# Проспект Титова (Донецьк)

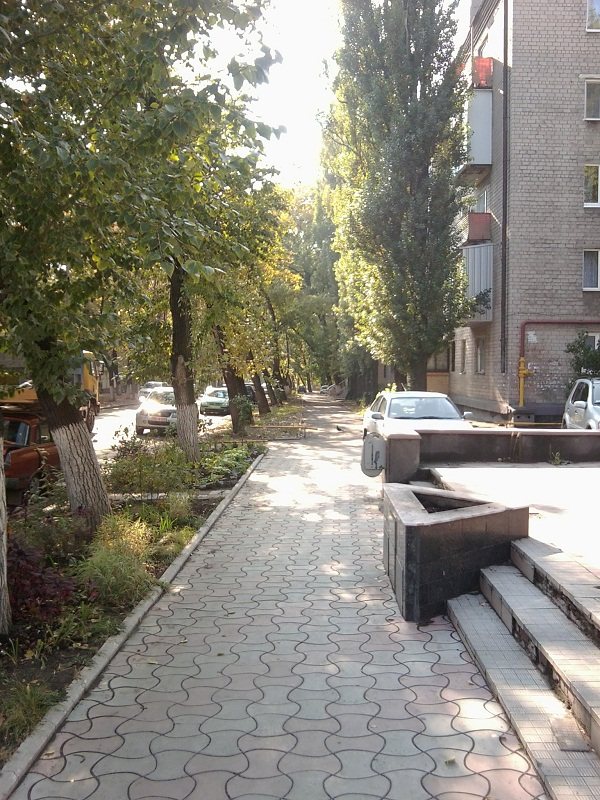
Проспект Титова

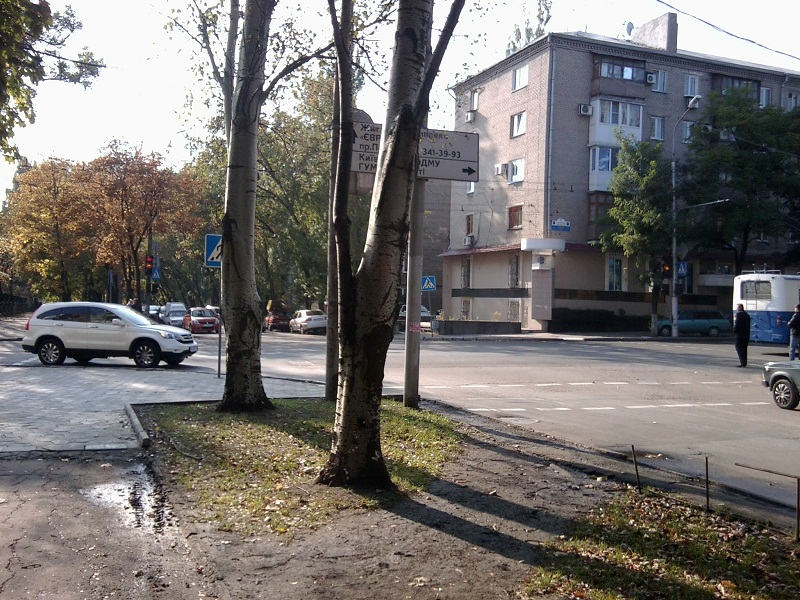
Перетин з вулицею Університетською

Проспе́кт Тито́ва — одна з вулиць міста Донецька. Розташований між вулицею Щорса та вулицею Челюскінців, перетинає вулиці Університетську і Артема.

## Історія
Вулиця названа на честь космонавта, другої людини в космосі Германа Титова.

## Опис
Проспект Титова знаходиться у Київському районі. Він простягнувся з заходу на схід, завершується Міським парком культури і відпочинку. Довжина вулиці становить близько 900 метрів. Міський транспорт проспектом не курсує, тільки перетинає його (трамвай № 1,№ 6; тролейбуси № 2,№ 9,№ 10,№ 17,№ 18, автобуси № 2,№ 73,№ 83).
На проспекті Титова розташовано готель «Шахтар».